# Chloeres citrolimbaria
Chloeres citrolimbaria là một loài bướm đêm trong họ Geometridae.